# 가타야마 쇼스케
가타야마 쇼스케(일본어: 片山 奨典, 1983년 9월 8일 ~ )는 일본의 전 축구 선수이다.

## 구단 경력
그는 2006년부터 201년까지 J리그의 나고야 그램퍼스, 요코하마 FC, 로아소 구마모토에서 활동하였다.